# Санта Кристина е Бисоне
Санта Кристина е Бисоне (итал. Santa Cristina e Bissone) је насеље у Италији у округу Павија, региону Ломбардија.
Према процени из 2011. у насељу је живело 1835 становника. Насеље се налази на надморској висини од 71 м.

## Становништво
Према резултатима пописа становништва 2011. у општини је живело 2.028 становника.
| 1931. | 1936. | 1951. | 1961. | 1971. | 1981. | 1991. | 2001. | 2011. |
| ----- | ----- | ----- | ----- | ----- | ----- | ----- | ----- | ----- |
| 2.623 | 2.427 | 2.572 | 2.428 | 2.221 | 2.106 | 1.981 | 1.853 | 2.028 |